# 佐藤正人
佐藤 正人（さとう まさと、1970年10月26日 - 2021年10月30日）は、日本のオートレース選手。22期。川口所属。登録番号5705。所有車はリラード。身長175.4cm、体重56.8kg、血液型A型。

## 経歴
千葉県出身。元々オートレースのファンで、会社員からレーサーを目指して1991年6月28日、20歳のときに選手登録、船橋に所属、デビューする。2006年には日本選手権オートレースに出場。
2021年10月30日、川口オートレース場普通開催初日9Rで5番車として出走、1周回4コーナーで4番手だった佐藤がバランスを崩し、外の栗原勝測と接触してともに落車、直後の牧野貴博と伊藤正真も追突及び落車、佐藤は川口市内の病院に搬送されたが、同日午後6時32分、右側胸部外傷のため死亡、51歳。
通算成績1988戦1着387回、2着443回、3着462回、優勝2回、生涯獲得賞金は約4億1300万円。
レース後半は位置取りで抜かせないテクニックをもっていた。若手の頃はスタートの鋭さ、突破力と独走力があり湿走路が得意だったが晩年は湿走路に乗れず、スピードレースに苦慮していた。

## 人物
森谷隼人が養成所卒業してから2年間、森谷の指導員になった際は話をよく聞いてからアドバイスをしていた。レースについてより礼儀作法のアドバイスが多かった。佐藤の通夜直後、森谷は日本選手権出場を取り止めようと思っていたが、佐藤の「選手は、どんな時でも走らなければならない」という言葉があったことで踏み止まった。
かつての名選手について話すときは嬉しそうにしていた。ビールが好きで飲むのが早く、いつの間にか寝る人だった。